# بيدير باوس
بيدير باوس (بالنرويجية البوكمول: Peder Paus)‏ هو رائد أعمال ورئيس تنفيذي نرويجي، ولد في 22 نوفمبر 1945.